# 1962년 FIFA 월드컵 아시아 지역 예선
1962년 FIFA 월드컵 아시아 지역 예선은 1962년 FIFA 월드컵에서 아시아 지역의 출전권을 두고 3개 팀이 벌인 지역 예선이다. 아시아 지역 예선의 승자는 유럽과의 대륙간 플레이오프에 진출한다.

## 경기 결과
| 팀 1     | 합계 | 팀 2 | 1차전 | 2차전 |
| -------- | ---- | ---- | ----- | ----- |
| 대한민국 | 4-1  | 일본 | 2-1   | 2-0   |

- 인도네시아는 기권하였다.

| 대한민국        | 2 – 1 | 일본       |
| --------------- | ----- | ---------- |
| 정순천 39′, 41′ |       | 사사키 26′ |

| 일본 | 0 – 2 | 대한민국                |
| ---- | ----- | ----------------------- |
|      |       | 정순천 21′ · 유판순 26′ |

 대한민국이 유럽과의 대륙간 플레이오프에 진출함.